# Liste des telenovelas de RecordTV

Logo de RecordTV.

Cet article présente la liste des telenovelas de RecordTV par année de 1954 à aujourd'hui.

## Années 1950

### 1954
- A Muralha

### 1956
- Voo 509

### 1957
- My Darling
- A Mansão dos Daltons
- Desce o Pano
- O Solar das Almas Perdidas
- Internas de Primeira Classe

### 1958
- Éramos Seis
- Cidade Perdida
- Aqueles Olhos
- Cela da Morte
- Apenas Uma Ilusão
- Anos de Tormenta
- Anos de Ternura

### 1959
- A Cidadela
- Lili
- Eu Fui Toxicômano
- Doutor Jivago

## Années 1960

### 1960
- Folhas ao Vento
- Viagem à Lua
- A Máscara e o Rosto
- O Homem que Eu Comprei

### 1961
- O Preço da Glória
- A Senhora da Casa Grande

### 1962
- Fiorela

### 1963
- Gente Como a Gente
- Ontem, Hoje e Amanhã

### 1964
- João Pão
- Sonho de Amor
- Vitória
- Renúncia
- O Desconhecido
- Imitação da Vida
- Banzo
- Marcados pelo Amor
- Prisioneiro de um Sonho

### 1965
- Marcados Pelo Amor
- Somos Todos Irmãos
- Quatro Homens Juntos
- Comédia Carioca
- Turbilhão
- Ceará contra 007
- Quem Bate
- Mãos ao Ar

### 1968
- As Professorinhas
- A Última Testemunha
- Ana
- Os Acorrentados

### 1969
- Algemas de Ouro
- Seu Único Pecado

## Années 1970

### 1970
- As Pupilas do Senhor Reitor
- Tilim

### 1971
- Os Deuses Estão Mortos
- Editora Mayo, Bom Dia
- Pingo de Gente
- Sol Amarelo

### 1972
- Quarenta Anos Depois
- O Príncipe e o Mendigo
- O Tempo Não Apaga
- Os Fidalgos da Casa Mourisca
- O Leopardo

### 1973
- Eu e a Moto
- Quero Viver
- Vendaval
- Venha Ver o Sol na Estrada
- Vidas Marcadas
- Meu Adorável Mendigo

### 1977
- O Espantalho

## Années 1990

### 1997
- Canoa do Bagre

### 1998
- Estrela de Fogo

### 1999
- Louca Paixão
- Tiro e Queda

## Années 2000

### 2000
- Marcas da Paixão
- Vidas Cruzadas

### 2001
- Roda da Vida

### 2004
- Metamorphoses
- Isaura

### 2005
- Essas Mulheres
- Prova de Amor

### 2006
- Cidadão Brasileiro
- Bicho do Mato
- Alta Estação
- Vidas Opostas

### 2007
- Luz do Sol
- Caminhos do Coração
- Amor e Intrigas

### 2008
- Os Mutantes: Caminhos do Coração
- Chamas da Vida

### 2009
- Mutantes: Promessas de Amor
- Poder Paralelo
- Bela, a Feia

## Années 2010

### 2010
- Ribeirão do Tempo

### 2011
- Rebelde
- Vidas em Jogo

### 2012
- Máscaras
- Balacobaco

### 2013
- Dona Xepa
- Pecado Mortal

### 2014
- Vitória

### 2015
- Os Dez Mandamentos

### 2016
- Escrava Mãe
- A Terra Prometida

### 2017
- O Rico e Lázaro
- Belaventura

### 2018
- Apocalipse
- Jesus

### 2019
- Jezabel
- Topíssima
- Amor sem Igual

## Années 2020

### 2021
- Gênesis

### 2022
- Reis

### 2023
- Os Fidalgos da Casa Mourisca

### 2025
- Paulo, o Apóstolo

### Sources
- (pt) Cet article est partiellement ou en totalité issu de l’article de Wikipédia en portugais intitulé « Lista de telenovelas da RecordTV » (voir la liste des auteurs).